# 1024.
◄ | 10. stoljeće | 11. stoljeće | 12. stoljeće | ►
◄ | 990-ih | 1000-ih | 1010-ih | 1020-ih | 1030-ih | 1040-ih | 1050-ih | ►
◄◄ | ◄ | 1021. | 1022. | 1023. | 1024. | 1025. | 1026. | 1027. | ► | ►►
Arhitektura • Astronomija • Knjige • Književnost • Kršćanstvo • Pravo • Promet • Znanost

## Smrti
- 9. travnja – Benedikt VIII., papa

## Vanjske poveznice
|  | Zajednički poslužitelj ima još gradiva o temi 1024. |